# Paul Guilhaume
Paul Guilhaume (* 20. Jahrhundert) ist ein französischer Kameramann. Zu Anfang seiner Karriere war er auch als Regisseur tätig. Für seine Arbeit an dem Spielfilm Emilia Pérez (2024) wurde er für einen Oscar nominiert.

## Leben und Karriere
Paul Guilhaume verbrachte seine Jugend im 18. Arrondissement von Paris. Sein Vater, ein Musikliebhaber, geht einer normalen, geregelten Arbeit nach. Seine Mutter ist Kunstlehrerin und Fotografin. Das Paar hat zwei Kinder und bot ihrem Sohn einen komfortablen und intellektuell anspruchsvollen Lebensstil. Fortwährende Unterstützung auf seinem Berufsweg erhielt Guilhaume durch seinen Vater.
Bereits als Jugendlicher strebte Guilhaume ein Filmstudium an den Pariser Filmhochschulen La Fémis oder École Louis-Lumière an. Dafür entschied er sich das Baccalauréat in Naturwissenschaft abzulegen, obwohl seine schulischen Leistungen auf diesem Gebiet nicht zu den besten gehörten. Nach dem Abitur besuchte er eine Classe préparatoire in Literaturwissenschaft, während er für das Fach Film keinen Platz erhielt. Durch seine Dozentin Seloua Luste Boulbina entdeckte Guilhaume das Fach Philosophie für sich. Auch faszinieren ihn die Schriften von Søren Kierkegaard. Später schloss er die Sorbonne in den Fächern Philosophie und Film ab. Guilhaume entschied sich gegen ein Studium am renommierten Sciences Po und ließ sich stattdessen bis 2014 am La Fémis als Kameramann ausbilden.
Während seines Studiums an der La Fémis verbrachte Guilhaume ein Auslandspraktikum bei Panavision in Los Angeles. Eine dortige Begegnung mit einem „Guru“ und einigen Filmfans und Nachwuchsschauspielern in einem Anwesen am Mulholland Drive inspirierte ihn zu seinem Abschlussfilm One in a Million (2013). Der 31-minütige Dokumentarfilm, stellt einen 18-jährigen Jungschauspieler in den Mittelpunkt, der darauf hofft, in Hollywood Karriere zu machen. Das Werk, von Guilhaume nach einem Drehbuch von Léa Mysius inszeniert, sollte ihm 2015 einen Preis auf dem schweizerischen Filmfestival Visions du Réel in Nyon einbringen.

## Filmografie (Auswahl)
- 2013: Sand (Kurzfilm) – Regie: Rémi Bigot
- 2014: One in a Million (Kurzfilm) – Regie: Paul Guilhaume
- 2014: Juillet électrique (Kurzfilm) – Regie: Rémi Bigot
- 2014: Ada et ses amis (Kurzfilm) – Regie: Antonin Desse
- 2015: Grands soleils (Kurzfilm) – Regie: Maxence Dussère
- 2016: L’île jaune (Kurzfilm) – Regie: Paul Guilhaume, Léa Mysius
- 2016: Les vies de Thérèse (Dokumentarfilm) – Regie: Sébastien Lifshitz
- 2016: Manodopera (Kurzfilm) – Regie: Loukianos Moshonas
- 2016: Après les cendres (Kurzfilm) – Regie: Eduardo Sosa Soria
- 2017: Ava – Regie: Léa Mysius
- 2017: Gros chagrin (Kurzfilm) – Regie: Céline Devaux
- 2017: Was wirklich zählt (Ce qui nous tient, Kurzfilm) – Regie: Yann Chemin
- 2018: Gueule d’Isère (Kurzfilm) – Regie: Esther Mysius, Camille Rouaud
- 2018: Joueurs (Kurzfilm) – Regie: Marie Monge
- 2019: Heroes Don’t Die (Les héros ne meurent jamais) – Regie: Aude Léa Rapin
- 2019: Plaisir Fantôme (Kurzfilm) – Regie: Morgan Simon
- 2019: Jugend (Adolescentes, Dokumentarfilm) – Regie: Sébastien Lifshitz
- 2019: L’aventure atomique (Kurzfilm) – Regie: Loïc Barché
- 2020: Ein Mädchen (Petite fille, Dokumentarfilm) – Regie: Sébastien Lifshitz
- 2020: Büro der Legenden (Le bureau des légendes, Fernsehserie, 2 Folgen)
- 2021: Wo in Paris die Sonne aufgeht (Les Olympiades, Paris 13e) – Regie: Jacques Audiard
- 2021: Ninja White (Kurzfilm) – Regie: Esther Mysius, Camille Rouaud
- 2022: The Five Devils (Les cinq diables) – Regie: Léa Mysius
- 2022: Les ardents (Kurzfilm) – Regie: Esther Mysius, Camille Rouaud
- 2022: Casa Susanna (Dokumentarfilm) – Regie: Sébastien Lifshitz
- 2022: Paradise (Dokumentarfilm) – Regie: Alexander Abaturov
- 2023: American Experience (Fernsehserie, 1 Folge)
- 2024: Emilia Pérez – Regie: Jacques Audiard

## Auszeichnungen
Gewonnene Preise und Nominierungen für seine Kameraarbeit:
- 2016: Festival du Court-Métrage de Clermont-Ferrand – L’île jaune
- 2017: Filmfestival Stockholm – Ava
- 2021: Nominierung – César – Jugend (gemeinsam mit Antoine Parouty)
- 2022: Nominierung – César – Wo in Paris die Sonne aufgeht
- 2022: IDFA Award – Paradiese
- 2024: Prix AFC – Paradise
- 2024: Camerimage – Bronzener Frosch – Emilia Pérez (gemeinsam mit Jacques Audiard)
- 2025: Nominierung – Oscar – Emilia Pérez
- 2025: Nominierung – British Academy Film Award – Emilia Pérez
- 2025: Nominierung – Prix Lumière – Emilia Pérez

Erhaltene Auszeichnungen für Regiearbeiten:
- 2015: Visions du Réel – Bester Film – One in a Million
- 2016: Festival Premiers Plans d’Angers – Großer Preis der Jury – L’île jaune (gemeinsam mit Léa Mysius)